# Менда (река)
Ме́нда — река в Хангаласском улусе Якутии, правый приток Лены.
Река берёт начало на Приленском плато, на крайнем юго-востоке Хангаласского улуса, от слияния двух речек — Тала-Кюёль и Онней-Улур. Длина реки составляет 168 км, водосборная площадь — 2370 км². Главный приток — река Дьангых (94 км). Впадает в Лену (протока Рассолода) севернее села Тит-Эбя.
На реке Менде расположен туристический объект — водопады Кюрюлюр (якут. Күрүлүүр).

## Галерея

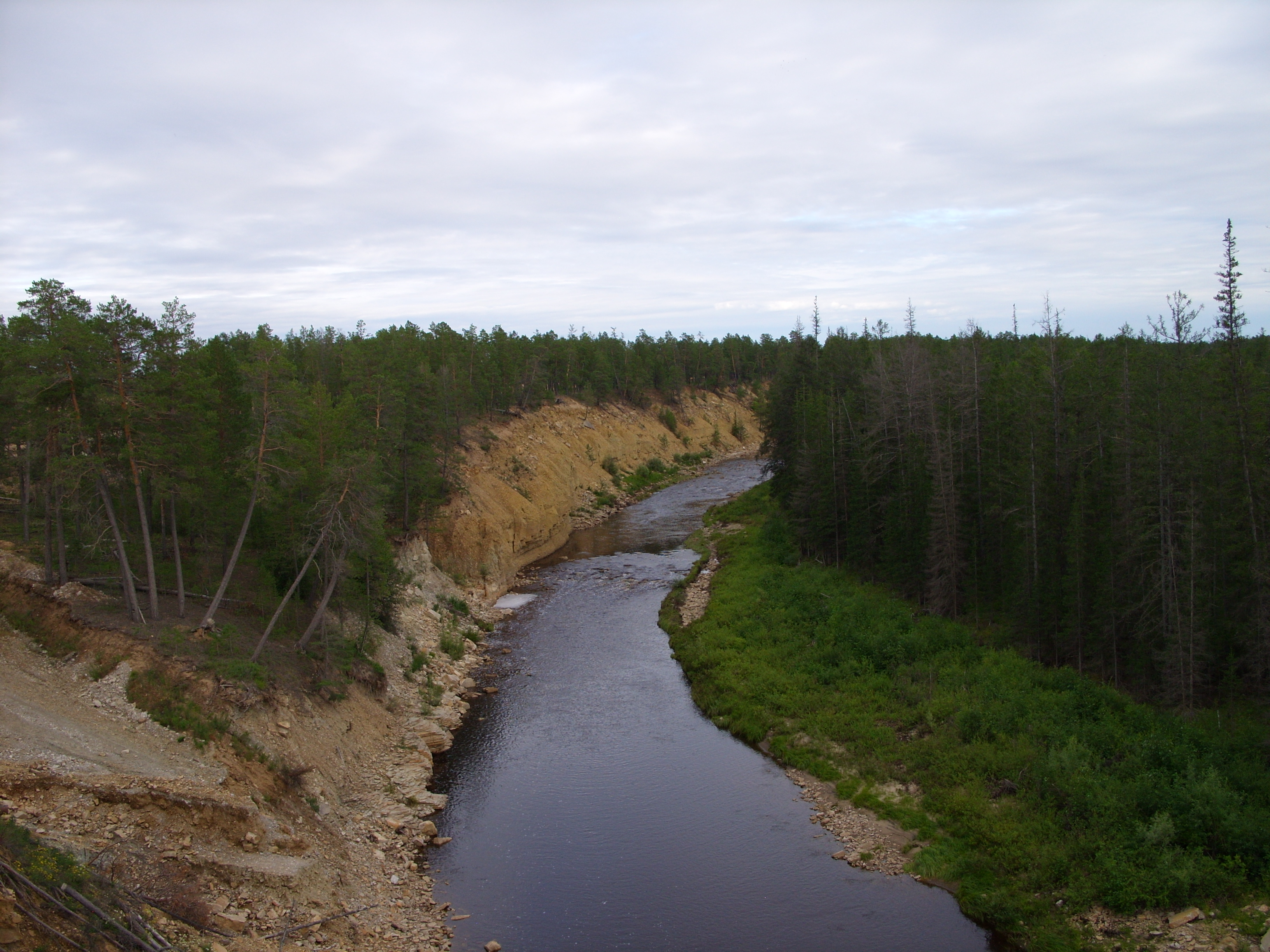
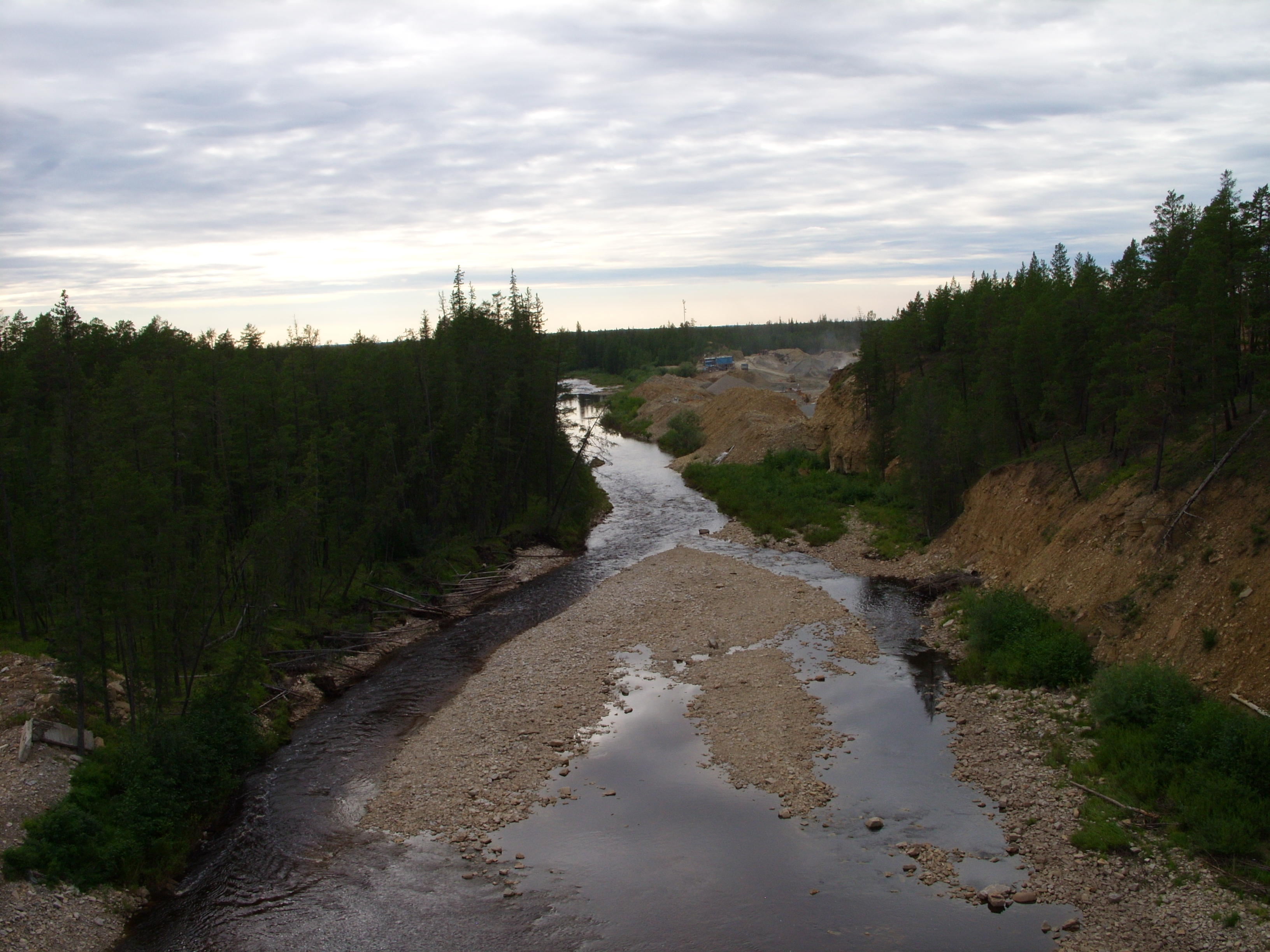
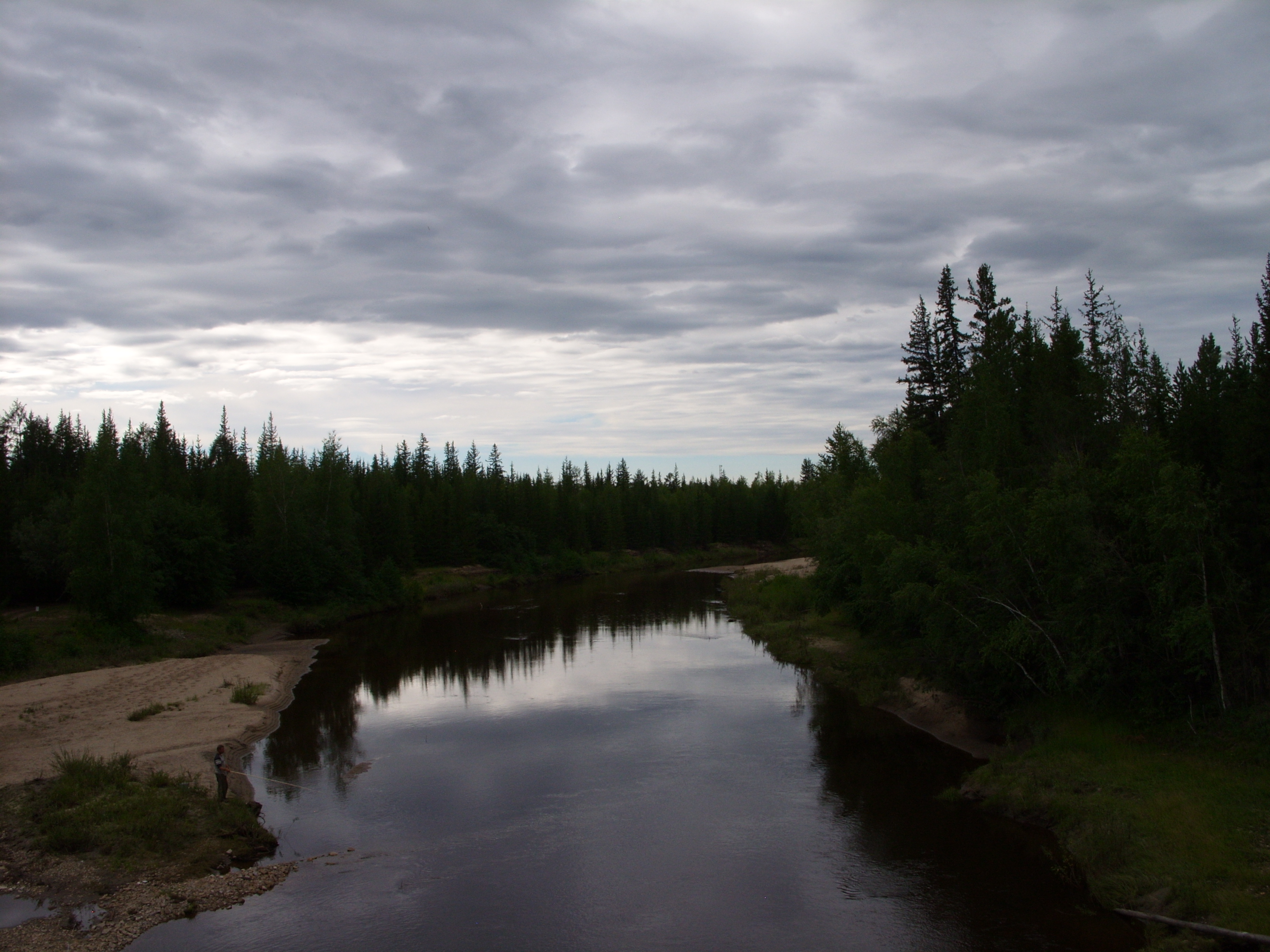